# Fenestella buguniensis
Fenestella buguniensis är en mossdjursart som beskrevs av Nikiforova 1948. Fenestella buguniensis ingår i släktet Fenestella och familjen Fenestellidae. Inga underarter finns listade i Catalogue of Life.